# Martí Domínguez i Barberà
Martí Domínguez Barberà (Algemesí, 21 de juny de 1908 - València, 10 d'agost de 1984) periodista polifacètic que va conrear tots els gèneres literaris, des del teatre a la novel·la, passant per l'assaig, la poesia, l'oratòria i el periodisme.
Fou una persona preocupada per fer present la fe en la cultura. Els dos referents vitals i indeslligables que guien la seua biografia i la seua obra literària són la valencianitat i la fe cristiana. El seu discurs València, la gran silenciada, pronunciat el 16 de març de 1958, en el marc de la commoció que patí València per la Gran Riuada de València de 1957, és considerat un referent del valencianisme del segle XX i li va costar el càrrec com a director del diari Las Provincias.

## Biografia
Va nàixer a Algemesí (Ribera Alta) l'any 1908 al si d'una família benestant de propietaris agrícoles. Es va llicenciar en Dret a la Universitat de València l'any 1929. Allí va coincidir amb Joaquim Maldonado i Robert Moròder a la tertúlia que organitzava el professor Juan de Contreras, marqués de Lozoya, que reunia un grup d'estudiants cristians interessats per la literatura i l'art.
En 1928 es publica la seua primera obra, un poemari titulat Libro de juventud. Encara que començà escrivint poesia en castellà, ben prompte conreà també la llengua pròpia. Fundà i dirigí a Algemesí el setmanari bilingüe Llevant (1931). També va escriure poesies en El Vers Valencià (1934-1936), revista literària dirigida per Josep Maria Bayarri i Hurtado.
Arribada la Guerra civil espanyola de 1936, va haver de fugir del seu poble per la seua militància en la Dreta Regional Valenciana de Lluís Lúcia i Lúcia. En acabar la contesa, ocupà càrrecs de responsabilitat en l'àrea de cultura i turisme de l'Ajuntament de València i propicià la creació de l'Orquestra Municipal de la ciutat.
En 1949 es converteix en el tercer director del diari Las Provincias, després del fundador Teodor Llorente Olivares i del seu fill, Teodor Llorente Falcó. Compaginà el seu treball al diari amb la publicació d'obres de teatre i poesia. Així amb Arbres obté la Flor Natural en els Jocs Florals de València convocats per Lo Rat Penat, un poemari que constitueix una reivindicació de l'ús del valencià.
La gran riuada de València que va patir la ciutat la tardor de 1957 es converteix també en un fet traumàtic per a Martí Domínguez. Com a director de Las Provincias i home insigne de la cultura i la societat valenciana, fou convidat a pronunciar el discurs de mantenidor de la Fallera Major de 1958. La seua al·locució, titulada Valencia, la gran silenciada. Cuando enmudecen los hombres... ¡hablan las piedras!, fou pronunciada al teatre Principal de la ciutat, retransmesa per ràdio i posteriorment editada. El discurs commocionà la societat valenciana. Fou un crit reivindicatiu que denunciava la manca d'interès del govern espanyol per València; però també fou una crítica a l'actitud dels mateixos valencians davant el seu destí. Denunciava el "rebordoniment" -pèrdua de la pròpia personalitat- que duu aparellat la falta de respecte que mereixen els valencians de portes enfora; l'abandó de la llengua i la identitat pels mateixos valencians conduïa irremeiablement a la poca consideració que València té des de Madrid.
El discurs suscità mostres de solidaritat de la societat valenciana i despertà la sensibilitat valencianista de molts ciutadans, especialment en l'àmbit universitari. Però eixes mateixes paraules el conduïren a l'ostracisme del règim i fou obligat a abandonar la direcció de Las Provincias. Més tard escriuria al setmanari econòmic Valencia fruits i en múltiples col·laboracions en diferents mitjans de comunicació; mai tornaria, però, a publicar en Las Provincias.
Dominguez, representant del regionalisme valencià d'abans i després de la Guerra Civil Espanyola, s'havia adaptat bé a les condicions polítiques del franquisme i es trobava en una posició acomodada. Tanmateix, els fets de la riuada de 1957 el farien evolucionar cap a posicionaments valencianistes més crítics, arribant a establir unes cordials relacions amb Joan Fuster.
A partir de la seua eixida del periòdic la seua producció literària es fa més intensa. En 1960 publica la peça teatral No n'eren deu?, obra considerada com decisiva en la renovació del teatre valencià de postguerra, camí ja iniciat amb Les Malaenes (1947). La seua destresa narrativa, que ja va sobreeixir en l'assaig Alma y tierra de Valencia (1941), es fa palesa també en Isaïes, profeta de Nadal (obra escrita entre 1964 i 1965, publicada pòstumament en 2008), en les biografies sobre Vicente Blasco Ibáñez -El tradicionalismo de un republicano- (1961-1962) i Els Borja (1985), i en les novel·les Els horts (1972) i L'ullal (1986).
En 1973 participà en la fundació de l'associació La Paraula Cristiana, dedicada a fomentar l'ús de la llengua en l'Església, de la qual era vicepresident. L'obra més important d'aquesta associació és l'edició en 1975 dels textos litúrgics el Llibre del Poble de Déu.
En 1977 publica la seua última obra teatral, Els cignes fora l'aigua, que no arribà a estrenar-se i un llibre de gastronomia titulat Els nostres menjars, que assolí un gran èxit de públic. Edità l'opuscle Las Fallas, per encàrrec de l'alcalde de València, Ricard Pérez Casado. Finalment, quan es trobava enllestint la seua segona novel·la, L'ullal, li arribà la mort d'una aturada cardíaca el 10 d'agost de 1984.
Martí Domínguez Barberà és un dels avis del biòleg i escriptor Martí Domínguez i Romero.

## Estudis sobre Martí Domínguez
Selecció:
- Colomer, Agustí: Retrobar la tradició. El valencianisme d'inspiració cristiana de la postguerra a la transició, Editorial Saó, València, 1996.
- Colomer, Agustí, "La novel·la L'ullal de Martí Domínguez", dins Anales valentinos, 58. Revista de Filología y Teología, Facultad de Teología, València, 2003, pp. 359-365.
- DD.AA.: L'aiguadolç núm. 32, "Dossier: Homenatge a Martí Domínguez Barberà", Institut d'Estudis Comarcals de la Maria Alta, Dénia, 2006.
- DD.AA.: Martí Domínguez i el seu temps, edició a cura de Vicent J. Escartí, Nel·lo Pellicer i Biel Sansano, Editorial Germania, Algemesí, 1996.
- Pellisser, Nel·lo: Martí Domínguez i Barberà: la passió per la paraula, Ajuntament d'Algemesí, 2004.
- Sansano, Biel: Quan callen les pedres. Martí Domínguez i Barberà, 1908-1984, Editorial Saó, València, 1996.